# Mario Cuomo (criminale)
Mario Cuomo (Napoli, 6 settembre 1960 – Napoli, 11 ottobre 1990) è stato un mafioso italiano.
Ritenuto un membro di spicco della Nuova Camorra Organizzata, pupillo del boss Raffaele Cutolo e braccio destro del suo luogotenente Vincenzo Casillo. Fu assassinato nel suo appartamento l'11 ottobre 1990 da un commando di sicari.

## Biografia

### Le origini e la carriera criminale
Nacque a Napoli nel quartiere San Carlo all'Arena, proveniente da una numerosa famiglia composta da 10 figli. La sua ascesa criminale ebbe inizio quando, ancora giovanissimo, uccise a coltellate un guappo durante una lite. Qualche anno dopo una nuova lite, una nuova vittima, stavolta ad Avellino, zona in cui a soli 22 anni era già considerato un capo. Durante gli anni di detenzione si avvicina al boss della nascente Nuova Camorra Organizzata, Raffaele Cutolo, divenendo presto un suo uomo di fiducia. Nel corso della carcerazione sua madre perse la vita in un incidente stradale, proprio mentre si recava da lui per un colloquio carcerario. Mario Cuomo assume ruoli di elevato spessore all'interno della NCO, tanto da divenire il braccio destro di Vincenzo Casillo, numero due dell'organizzazione, colui che, come ebbe a definire lo stesso boss di Ottaviano, era considerato "Cutolo fuori dal carcere".
Accusati di numerosi reati, Cuomo e Casillo si resero irreperibili, e dopo la Faida tra Nuova Camorra Organizzata e Nuova Famiglia divenne un punto di forza dell'organizzazione cutoliana nella zona di Avellino. Di motivi per essere ricercati, e non solo dalla polizia di tutta Italia, i due dovevano averne molti, si era persa ogni loro traccia, tanto che il padre di Mario Cuomo si era deciso addirittura a rilasciare una intervista a "Il Mattino" di Napoli, nella quale avanzava l'ipotesi della morte del figlio. Nella sua carriera di esecutore aveva commesso reati eccellenti, come l'omicidio di Salvatore Alfieri, fratello del boss Carmine, ucciso il 26 dicembre 1981 dallo stesso Cuomo, l'assassinio del penalista Dino Gassani, ucciso la sera del 27 marzo 1981, l'attentato all'allora sostituto procuratore della Repubblica Antonio Gagliardi e la gambizzazione del giornalista Luigi Necco della Rai.

### L'arresto e l'evasione
Mario Cuomo fu arrestato il 5 aprile 1982 a Chiusi dopo una sparatoria con la polizia, oramai si era fatto strada, forte del suo prestigioso grado di "santista", tanto che per un omicidio aveva ottenuto una perizia di semi infermità mentale che gli aveva ridotto la condanna a soli cinque anni e tre mesi.
Il 7 ottobre 1982, mentre Mario Cuomo veniva trasferito dal carcere di Campobasso, dove era detenuto da quattro mesi, a quello di Ariano Irpino, per essere giudicato insieme ad altri ventidue cutoliani dell'attentato all'allora sostituto procuratore della Repubblica Antonio Gagliardi, un commando di dieci camorristi assaltò il furgone blindato sull'autostrada Napoli-Bari, in prossimità dell'uscita Avellino Est. A bordo di tre auto: una Ritmo color nocciola, una Alfetta e una Ford Fiesta, i sicari bloccarono il furgone Peugeot blindato nel quale era custodito Mario Cuomo, liberandolo dopo aver ucciso il carabiniere Elio Di Mella. Cinque uomini bloccarono due carabinieri, minacciandoli con pistole e fucili affinché si disarmassero e scendessero dal furgone per poi distendersi a terra. Venne esploso un colpo di pistola nella parte posteriore del blindato contro lo sportello destro, dove Elio Di Mella, accanto al prigioniero ne reggeva ben strette le catene. Il carabiniere non si lasciò intimorire. Benché colpito con il calcio di una pistola, continuò a trattenere Cuomo fino a che un uomo del commando lo colpì mortalmente con un proiettile alla testa. Dell'omicidio del carabiniere parlerà dettagliatamente il collaboratore di giustizia Luigi Maiolino:

### L'attentato a Roma e la nascita del clan Cuomo
Il 29 gennaio 1983, l'autovettura Golf targata "Roma 24907D", con a bordo Mario Cuomo e Vincenzo Casillo, si rivelò una autobomba ed esplose alle 9:30. I due entrarono nell'auto parcheggiata in via Clemente VII, nel quartiere di Primavalle, alla guida vi era Casillo che girò la chiave del contatto ed avvenne la terribile esplosione. La «Golf» si piegò letteralmente in due e intere parti dell'auto furono scagliate a decine di metri di distanza. Il cofano verrà ritrovato sulla tettoia di un'officina trenta metri più avanti. Pezzi di lamiera si conficcarono in molte auto vicine, mentre andarono in frantumi i vetri di tutti i palazzi circostanti. La scena che si presentò ai primi passanti accorsi fu terribile. Il corpo di Vincenzo Casillo era riverso sul sedile posteriore, mentre la macchina prendeva fuoco. Mario Cuomo fu invece sbalzato fuori dall'auto, orrendamente dilaniato, con le gambe recise di netto ma ancora vivo. Accanto al corpo di Casillo fu ritrovata dalla polizia una pistola Browning 7,65 parabellum con quindici colpi, Mario Cuomo aveva con sé una calibro 9 lunga da guerra. Indosso ai due furono ritrovati documenti falsi. In quella stessa serata, una voce anonima rivendicò l'attentato con una telefonata alla sede Rai di Napoli: 
La risposta giunse nel pomeriggio del 31 gennaio, quando un uomo telefonò alla sede de "Il Mattino" per conto della NCO, dettando un comunicato: 
Dopo l'attentato in cui perse le gambe, Mario Cuomo continuò a scontare le sue innumerevoli condanne nella propria abitazione a Napoli, in via Carlo de Marco, agli arresti domiciliari per ovvie ragioni di salute. E fu proprio dal suo appartamento che Cuomo mise in piedi una nuova organizzazione camorristica da lui gestita, assoldando perlopiù ex cutoliani scampati alla morte ed agli arresti. Il clan Cuomo, modellato ad immagine e somiglianza della NCO, prenderà possesso del territorio centrale di Napoli per tutta la seconda metà degli anni 80. Mario Cuomo è stato probabilmente uno dei casi più rari di capoclan riuscito nell'impresa di emergere nonostante le precarie condizioni di salute che lo vedevano costretto su una sedia a rotelle, per giunta agli arresti domiciliari.

### L'agguato e la morte
Nella mattina dell'11 ottobre 1990, alle 10:30, un commando di sicari nascosti nell'ombra penetrarono nell'appartamento-bunker di Mario Cuomo, ubicato in via Carlo De Marco 69, mediante un suo uomo fidato che lo tradì facendosi aprire la porta. Due colpi di pistola stroncarono la vita dell'ultimo dei cutoliani di prestigio rimasti a Napoli. Nonché ultimo testimone raggiungibile della trattativa per la liberazione dell'assessore Cirillo. Ad aprire la porta il padre Michele di 63 anni, fu il primo a cadere sotto il fuoco dei sicari. Dalla stanza da letto Mario Cuomo udì i colpi e si precipitò a terra dalla sedia a rotelle, pochi metri trascinandosi fino a trovarsi dinnanzi i sicari. Con il braccio tentò istintivamente di ripararsi. Il primo proiettile gli trafisse il gomito centrando in pieno la fronte, e venne finito con un ulteriore colpo superfluo.

## Le reazioni all'omicidio
Uomo astuto e ambizioso, amava ripetere agli amici: "sono bello, non ho le gambe, sennò sarei pieno di femmine". A Ferragosto dello stesso anno, mentre il padre discuteva sotto casa con un affiliato, i carabinieri ispezionarono un circolo ricreativo di via Carlo de Marco, il "Music and Videogame", gestito dagli uomini di Cuomo. All'interno dei videogiochi fu rinvenuto un intero arsenale nascosto: mitra, pistole, giubbetti antiproiettile, passamontagna. Attrezzatura per un esercito. Alla notizia della sua morte, Cutolo dal carcere reclamò: "un bravo ragazzo, lo conoscevo da quindici anni. Peccato, se io non stavo in isolamento e lui mi scriveva, non avrebbe fatto questa fine". Ma il super boss di Ottaviano sapeva bene che Cuomo aveva creduto alle false accuse dei pentiti, che avevano puntato il dito contro lo stesso Cutolo per l'attentato in cui Cuomo aveva perso le gambe e Casillo la vita.
Soltanto qualche anno dopo la sua morte, i pentiti Pasquale Galasso e Carmine Alfieri fecero luce sulla vicenda, autoaccusandosi quali veri autori dell'attentato. In un breve arco di tempo dal suo assassinio, altri due fratelli di Mario Cuomo caddero sotto i colpi dei sicari. Forse una vendetta trasversale, o più probabilmente i clan rivali temevano che i due potessero riorganizzare le file del clan.

## Il coinvolgimento nel sequestro Cirillo
Il 27 aprile 1981 le Brigate Rosse sequestrarono l'assessore regionale della Democrazia Cristiana Ciro Cirillo. Secondo numerosi pentiti e testimoni fu proprio Vincenzo Casillo, insieme al fedele Mario Cuomo, a trattare la liberazione dell'assessore attraverso l'interessamento di Raffaele Cutolo, intanto detenuto nel supercarcere di Ascoli Piceno, dove per altro il Casillo poté entrare con facilità essendo munito di un tesserino dei servizi segreti, anch'essi presenti durante tutte le fasi della trattativa. Alcuni esponenti dei servizi segreti, qualche giorno dopo il sequestro, si presentarono nel carcere di Ascoli Piceno per discutere con Cutolo, ma vennero cacciati dallo stesso in malo modo. La trattativa poi proseguì e andò in porto, con il versamento ai terroristi di almeno un miliardo e mezzo, grazie all'intervento di Casillo, che convinse il boss ad assumere il ruolo di intermediario. E fu ancora Casillo ad accompagnare nel suddetto carcere il sindaco democristiano di Giugliano, Giuliano Granata. Cirillo fu liberato ma Cutolo non ottenne i favori promessi, fu anzi trasferito nel Carcere dell'Asinara in regime di isolamento. Cutolo resta l'unico testimone diretto circa la trattativa Stato-camorra sul sequestro Cirillo. Tutti gli altri protagonisti sono deceduti in circostanze anomale:
- Angela Matarazzo era l'amante di Vincenzo Casillo. In molti temevano che fosse a conoscenza di troppe informazioni sul caso Cirillo. Il suo cadavere fu murato in una colonna di cemento.
- Luigi Bosso era un detenuto politico vicino alle BR. Cutolo lo fece trasferire dal carcere di Ascoli Piceno al penitenziario di Palmi, per trattare in loco il caso Cirillo con i terroristi detenuti. Fu stranamente scarcerato il 14 luglio, lo stesso giorno della liberazione di Cirillo. Venne nuovamente arrestato e morì per un infarto fulminante in un carcere toscano nell'83.
- Nicola Nuzzo era un boss di Acerra. Sembra che alcuni politici casertani si rivolsero a lui per mediare circa il rilascio di Cirillo. Nuzzo restò titubante, si dice facesse il doppio gioco. Morirà su un letto d'ospedale dove era ricoverato per alcune vecchie ferite, massacrato a colpi di spranga in una clinica romana.
- Aldo Semerari era un criminologo. Pare fosse stato inviato nel carcere di Ascoli Piceno per favorire il trasferimento di Cutolo in un ospedale psichiatrico, facendolo passare per malato di mente. Si sarebbe trattato della ricompensa offerta a Cutolo per la liberazione di Cirillo. Semerari fu sequestrato dalla camorra e decapitato. La sua testa venne ritrovata ad Ottaviano nell'82.
- Adalberto Titta, ex aviatore della RSI e facente parte del cosiddetto Noto Servizio o Anello,  un'organizzazione segreta scoperta per puro caso solo alla fine degli anni 90 ed alle dirette dipendenze, si dice, di Andreotti.  Un attacco di cuore stroncò la sua vita nell'81.
- Il generale Santovito fu capo del Sismi nell'85. Anche lui trovò la morte in una malattia.
- Corrado Iacolare fu un luogotenente di Cutolo. Per anni unico superstite tra i protagonisti della trattativa, venne arrestato in Sudamerica ed estradato in Italia dove, nonostante dovesse rispondere di dodici omicidi e di associazione camorristica, scontò appena otto anni di galera, al termine dei quali tornò in Sudamerica per terminare il resto della propria esistenza. Fu stroncato da una malattia nel 2015.
- Vincenzo Casillo venne eliminato nel 1983 in un attentato.

## Le dichiarazioni sull'omicidio
Cuomo restò mutilato a Roma il 29 gennaio 1983 mentre Vincenzo Casillo morì, poiché vittima un'autobomba nascosta nella sua automobile. Casillo morì sul colpo, Mario Cuomo invece sopravvisse ma rimase mutilato degli arti inferiori. Il 2 febbraio 1984 la donna di Casillo, Giovanna Matarazzo verrà ritrovata in un blocco di cemento, uccisa probabilmente a causa delle sue dichiarazioni al magistrato Carlo Alemi rispetto al collegamento tra la morte di Casillo e l'omicidio di Roberto Calvi, perpetrato secondo la donna e secondo i pentiti dallo stesso Casillo. A creare confusione circa le dinamiche dell'attentato furono i collaboratori di giustizia della NCO: Giovanni Pandico, Pasquale Barra (entrambi rivelatisi poi calunniatori di Enzo Tortora), Mauro Marra, Pasquale D'Amico e Claudio Sicilia (quest'ultimo membro della Banda della Magliana), nonché alcuni fedelissimi del boss di Ottaviano. Difatti in assenza di Raffaele Cutolo, oramai detenuto in regime di isolamento nel Carcere dell'Asinara, Casillo era divenuto il nuovo capo della NCO. L'organizzazione criminale, in quel frangente privata del suo capo primordiale, decimata dagli arresti e di li a poco colpita dalle accuse dei collaboratori di giustizia, stava vivendo le sue fasi terminali; Casillo si sarebbe dunque adoperato per ricostituirne l'influenza ed il potere prima di essere vittima dell'attentato. A tal proposito si registrano le dichiarazioni di alcuni collaboratori di giustizia:
- Secondo Giovanni Pandico e Pasquale Barra, due personaggi ricchi di risentimento verso Cutolo pur essendo ancora affiliati alla NCO, la morte di Casillo fu decisa dallo stesso Cutolo e messa in atto da un suo fedelissimo, Giuseppe Puca, boss di Sant'Antimo. Il movente andrebbe rintracciato nel presunto tradimento di Vincenzo Casillo, reo di aver stretto legami con il clan Nuvoletta legato a Cosa Nostra, gli storici nemici della NCO.
- Secondo Mauro Marra, gli stessi vertici dell'organizzazione ignoravano chi fossero i responsabili della morte di Casillo. Ragion per cui il direttivo della NCO fece circolare la voce secondo cui si fosse trattato di un incidente, di cui né Cutolo né i suoi nemici erano responsabili. In pratica Cuomo e Casillo non sarebbero rimasti vittime di una autobomba piazzata da qualcuno ma di una bomba che essi stessi trasportavano in auto, e che avrebbero dovuto utilizzare nei giorni successivi per commettere una ritorsione. Ma la bomba sarebbe esplosa accidentalmente. Tale strategia criminale servì ad evitare che i restanti cutoliani venissero colti da una doppia spirale di terrore, se difatti avessero ritenuto Cutolo il vero responsabile della morte di Enzo Casillo, che definiva il suo "amico più caro", gli affiliati avrebbero perso ogni sorta di stima e fiducia verso il loro boss; se viceversa avessero creduto che Casillo fosse morto per mano dei nemici di Cutolo, quelli della Nuova Famiglia, i restanti affiliati alla NCO avrebbero nutrito forte scoraggio nel sentirsi tanto vulnerabili, essendo i clan rivali riusciti nell'impresa di eliminare il boss Vincenzo Casillo, infliggendo così uno smacco finale a ciò che restava della NCO.
- Secondo Claudio Sicilia, ex boss della Banda della Magliana, il Casillo sarebbe stato assassinato per volontà di Cutolo da Corrado Iacolare. In sintesi Casillo e Cuomo si sarebbero recati a Salerno per ritirare alcune bombe con cui commettere delle ritorsioni sugli imprenditori restii a pagare le tangenti alla NCO. In quell'occasione Iacolare avrebbe imbottito di esplosivo l'auto del Casillo per poi farlo saltare in aria a Roma. Anche secondo Claudio Sicilia l'omicidio sarebbe avvenuto con la collaborazione di Giuseppe Puca. Il Sicilia racconta inoltre che alcuni affiliati alla NCO erano preoccupati per un'agendina che Enzo Casillo aveva sempre con sé, e l'unico uomo in grado di svelare ogni dettaglio sulla vita di Casillo era il suo braccio destro, Mario Cuomo, il sopravvissuto, colui che a bordo della stessa auto di Casillo era scampato alla morte pur mutilato delle gambe. Ma Mario Cuomo non sarebbe stato facilmente raggiungibile poiché ricoverato all'ospedale Gemelli di Roma e continuamente piantonato dalla polizia. Così i cutoliani avrebbero chiesto allo stesso Claudio Sicilia, personaggio ben addentrato nel contesto della mala romana, di infiltrare un uomo del personale ospedaliero nella stanza di Mario Cuomo. Claudio Sicilia avrebbe eseguito l'ordine, ma la persona da lui incaricata non sarebbe stata in grado di arrivare al Cuomo poiché questi versava ancora in stato di incoscienza ed era in effetti piantonato strettamente.
- Secondo Pasquale D'Amico la tesi dell'incidente sarebbe vera. La bomba a bordo dell'auto sarebbe esplosa accidentalmente, mentre veniva trasportata degli stessi Cuomo e Casillo e destinata a Liguori[non chiaro], il suocero di Michele Zaza. Va pur detto che Pasquale D'Amico potrebbe essere uno dei tanti ex affiliati alla NCO che, come raccontato dal pentito Mauro Marra, avrebbero appreso la falsa tesi dell'incidente, ossia la versione di comodo inventata dai vertici NCO per tranquillizzare gli affiliati.

Raffaele Cutolo, accusato quale mandante dell'omicidio dai pentiti Barra e Pandico, dichiarò alla corte la propria innocenza, e confidò anch'egli di aver appreso da voci confidenziali che si era trattato di un incidente, pur lanciando il dubbio che la morte di Casillo potesse essere persino opera dei servizi segreti italiani. La bomba era infatti esplosa nelle vicinanze di una sede dei servizi segreti, e Casillo era munito di una tessera dei servizi con cui, benché latitante, entrava ed usciva dalle carceri italiane per comunicare con gli altri affiliati. Circostanza di cui era stato testimone lo stesso Cutolo durante le accertate trattative tra Stato e camorra per la liberazione dell'assessore Ciro Cirillo, nei giorni in cui il suo amico Enzo Casillo lo raggiungeva in carcere accompagnato dagli uomini dei servizi segreti italiani:
(Raffaele Cutolo al processo per l'omicidio di Vincenzo Casillo del 19/12/1988)
In sintesi, per la magistratura la tesi dell'attentato maturato in seno alla stessa NCO per volontà di Cutolo non fu credibile, così come la tesi dell'incidente, avvalorata dallo stesso Cutolo semplicemente perché, non essendo il boss di Ottaviano un collaboratore di giustizia, se ne era sempre ben guardato dal produrre dichiarazioni che avrebbero potuto incriminare qualcuno, amico o nemico che fosse. È difatti noto che le poche notizie sensibili rivelate da Cutolo hanno sempre riguardato persone defunte contro cui la magistratura nulla avrebbe potuto e che nessun altro avrebbero coinvolto:
(Raffaele Cutolo al processo per l'omicidio di Mino Pecorelli del 09/10/1998)
La verità giunse anni dopo, nei giorni del pentimento dei boss Pasquale Galasso e Carmine Alfieri, i capi indiscussi della cosiddetta Nuova Famiglia, i famigerati nemici di Cutolo. Entrambi riportarono la medesima versione degli eventi ed entrambi furono ritenuti attendibili essendosi autoaccusati dell'omicidio. In pratica, Galasso ed Alfieri confermarono il fatto che l'omicidio Casillo avesse posto la parola fine alla NCO di Raffaele Cutolo, benché in principio tale omicidio fosse stato partorito dalla loro stessa collera, essendo entrambi assetati di vendetta per l'assassinio dei rispettivi fratelli, commissionato mesi prima da Cutolo per punire il rifiuto di Galasso ed Alfieri di associarsi alla NCO.
Per l'esattezza fu Galasso a gestire l'intera faccenda, Alfieri aveva in parte già colmato la sua sete di vendetta mesi prima, quando i suoi uomini uccisero uno degli esecutori materiali dell'omicidio di suo fratello. Galasso invece era ossessionato dal desiderio di vendicare il fratello morto appena poche settimane prima, e non potendo colpire direttamente Cutolo che era carcerato, decise a tutti i costi di uccidere Casillo, l'uomo più importante rimasto a capo dei cutoliani, nonché ritenuto l'esecutore materiale dell'omicidio di suo fratello Nino. I due pentiti raccontano di aver corrotto un uomo di punta della NCO, tale Giuseppe Cillari, che divenne il loro infiltrato all'interno dell'organizzazione rivale, la cui missione primaria consisteva nel consegnargli la testa di Enzo Casillo. Impresa ardua visto che il Casillo si era appositamente stabilito a Roma dove godeva della protezione dei politici, dei malavitosi e dei servizi segreti. Inoltre il Cillari fu colto da ripensamento quando seppe che Enzo Casillo era stato l'esecutore materiale dell'omicidio di Roberto Calvi, su commissione della mafia e attraverso il clan Nuvoletta, con cui lo stesso Casillo stava tessendo una nuova alleanza.
A detta di Galasso, Pinuccio Cillari aveva acconsentito a tradire i suoi compari poiché riteneva che oramai la NCO fosse destinata a scomparire, ma quando si accorse che Casillo stava riguadagnando terreno e che aveva addirittura la mafia alle spalle cominciò a tentennare. A quel punto Galasso passò alle minacce, se Cillari non gli avesse consegnato Casillo la sua famiglia sarebbe stata oggetto di rappresaglie da parte della Nuova Famiglia. Cillari non ebbe scelta, anche se non gli fu facile compiere la sua missione poiché Casillo andava sempre in giro circondato da molti scagnozzi. L'occasione giusta si presentò quando Enzo Casillo chiese a Cillari di acquistargli un'autovettura. Galasso colse l'opportunità al volo e fornì a Cillari i soldi per comperare l'auto, una Golf. La stessa vettura che prima di essere consegnata alla vittima fu imbottita di esplosivo e dove Vincenzo Casillo trovò la morte. Stranamente anche secondo questo racconto l'auto sarebbe stata acquistata ed imbottita di esplosivo a "Salerno". Nel luglio del 1993, il pentito Pasquale Galasso ha riferito inoltre che il tritolo per l'attentato gli fu fornito dalla mafia[23], che probabilmente, in simbiosi con i servizi segreti, intendeva liberarsi del testimone più scomodo circa la morte di Roberto Calvi e la trattativa Stato-camorra per la liberazione dell'assessore Cirillo. Per l'omicidio Casillo sono stati condannati all'ergastolo Ferdinando Cesarano e Pasquale Galasso.